# Ivo Rüegg
Pour les articles homonymes, voir Ruegg.
Ivo Rüegg, né le 15 avril 1971, est un pilote de bobsleigh suisse.

## Palmarès
| Événement/Année    | Événement/Année | 2005 | 2006 | 2007 | 2008 | 2009 | 2010 |
| Jeux Olympiques    | bob à 2         |      | 8e   |      |      |      | 4e   |
| Jeux Olympiques    | bob à 4         |      | 8e   |      |      |      | 6e   |
| Championnats monde | bob à 2         | 4e   |      | 2e   | 5e   | 1er  |      |
| Championnats monde | bob à 4         | 8e   |      | 1er  | 5e   |      |      |
| Championnats monde | mixte           |      |      | 3e   |      | 2e   |      |
| Coupe du monde     | bob à 2         | 7e   | 7e   | 5e   | 2e   | 4e   | 1er  |
| Coupe du monde     | bob à 4         | 12e  | 8e   | 6e   | 5e   | 6e   | 6e   |

### Coupe du monde
- 1 globe de cristal : 
  - Vainqueur du classement bob à 2 en 2010.